# Delta Kanceridi
Delta kanceridi su meteorski roj srednje jačine, koji traju od 14. decembra do 14. februara. Maksimum ovog roja je od 1. do 24. januara. Radijant ovog roja nalazi se u sazvežđu Raka, blizu zvezde δ raka. 17. januara ovaj roj dostiže najveći ZHR, od svega 4 meteora po času. Matično telo roja je asteroid 2001 YB5.

## Posmatranje
Delta kanceridi traju dosta dugo ali ih ima malo. Radijant se nalazi na koordinatama: 128° rektascenzije i +20° po deklicaniji.

## Istorija
Roj je detektovan 1971. godine u Italiji kada je uočeno 7 meteora iz istog pravca-sazvežđa raka. 12. januara 1879. zabeležen je bolid iz delta kancerida. Te godine takođe je ustanovljeno da se radijant roja pomera.
Nakon što je roj istražen radarima, podaci su objavljeni i dati javnosti. Tada se prvi put za rojem počelo tragati vizuelno. Uočeni su 1974. godine 19. januara kada je Bil Gejts iz Nju Meksika detektovao tri meteora za 3 sata i 46 minuta koristeći dvogled 7x50. Za koordinate radijanta procenio je RA=128.25° (rektascenzija) i DE=+18.6° (deklinacija). Za meteore je rekao da liče na Geminide, da su svetli i spori. Vizuelna posmatranja su se nastavila i sve više meteora iz ovog roja je prijavljivano, ali se njihov ZHR smanjivao.
Do osamdesetih godina 20. veka prijavljivano je malo meteora. Za 12 sati i 55 minuta posmartanja uočeno je 9 meteora, a par dana kasnije za 4 sata svega jedan meteor. ZHR je ponovo počeo da raste 1986. godine, kada je iz Kalifornije uočeno 2 meteora za sat vremena i par dana kasnije 3 meteora za dva sata.